# Marita Camacho Quirós
Marita del Carmen Camacho Quirós (ur. 10 marca 1911 w San Ramón (Kostaryka), zm. 20 czerwca 2025 w Escazú) – pierwsza dama Kostaryki w latach 1962–1966, superstulatka.

## Życiorys

### Młodość i rodzina
Urodziła się 10 marca 1911 roku w San Ramón w prowincji Alajuela w północnej części Kostaryki jako jedna z siedmiu dzieci pary rolników – Salustiana Camacho Muñoza i Zeneidy Quirós Quirós. Ochrzczono ją 21 czerwca tego samego roku. Jej kuzynem był Daniel Oduber Quirós, prezydent Kostaryki w latach 1974–1978.

### Pierwsza dama
Camacho Quirós poślubiła biznesmena i polityka Francisco José Orlicha Bolmarcicha w pobliskim mieście Naranjo de Alajuela 16 kwietnia 1932. Para doczekała się dwóch synów: Francisca Orlicha Camacho i Mauricia Orlicha Camacho. 8 maja 1962 Orlich Bolmarcich został prezydentem Kostaryki. Była pierwszą pierwszą damą w historii, która wzięła udział w inauguracji prezydenckiej swego męża. Po owej inauguracji Camacho Quirós została pierwszą damą Kostaryki. Funkcję tę pełniła do 8 maja 1966. Jako Pierwsza Dama działała na rzecz dzieci; promowała schroniska dla dzieci, nauczanie w szkołach, stołówkach szkolnych i świetlicach.
Camacho Quirós odbyła kilka podróży zagranicznych z mężem jako Pierwsza Dama. Spotkali się z papieżem Janem XXIII, premierem Hiszpanii, gen. Francisco Franco oraz z amerykańskimi prezydentami: Johnem F. Kennedym i Lyndonem B. Johnsonem.

### Superstulatka
10 grudnia 2020 została najstarszą osobą w Kostaryce  po śmierci 111-letniej Claudii Saborio Soto. 10 marca 2021 Quirós skończyła 110 lat i została superstulatką. 2 lutego 2023 osiągnęła wiek 111 lat i 329 dni, wyprzedzając wiekiem poprzedniego rekordzistę długości życia w Kostaryce – Faustino Vargasa Pereza (1896-2008) i została najstarszą osobą w historii swojego kraju. Kilka tygodni później, ukończyła 112 lat, stając się pierwszą osobą w Kostaryce która dożyła tego wieku. Jest również pierwszą zweryfikowaną superstulatką w swoim kraju. 10 marca 2025 skończyła 114 lat.